# Enrique Bernstein Carabantes
Enrique Bernstein Carabantes (* 11. Juli 1910 in Santiago de Chile; † 26. Juli 1990 ebenda) war ein chilenischer Diplomat.
Er war Chef des Protokolls im chilenischen Außenministerium. Während der Präsidentschaft von Eduardo Frei Montalva war er Botschafter in Österreich, Jugoslawien und Frankreich.
In seiner Eigenschaft als Botschafter in Paris unterzeichnete Bernstein Carabantes am 5. Januar 1971 die diplomatische Anerkennung der Volksrepublik China durch Chile.

## Ehrungen
- 1957: Großes Verdienstkreuz mit Stern der Bundesrepublik Deutschland
- 1959: Großes Goldenes Ehrenzeichen am Bande für Verdienste um die Republik Österreich[2]